# Rudolf Černý (malíř, 1888–1923)
Rudolf Černý (16. dubna 1888 Praha – 7. května 1923 Praha-Nové Město) byl český akademický malíř.

## Život
Studoval na pražské malířské akademii u prof. Hanuše Schwaigra.

## Galerie

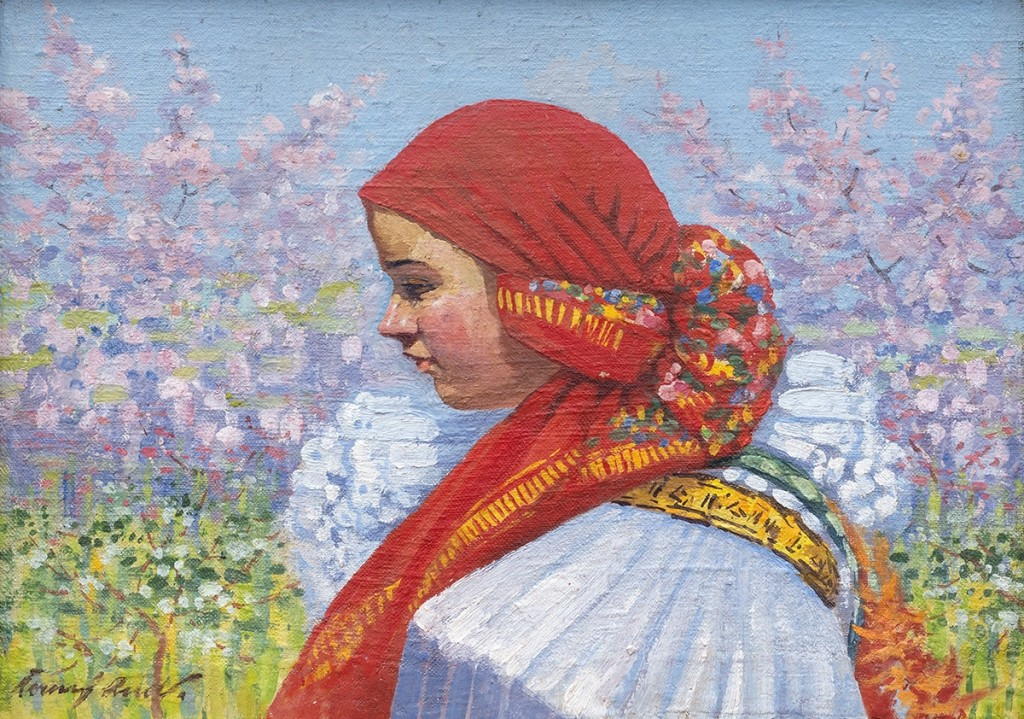
Rudolf Černý: Děvčica z Hroznové Lhoty
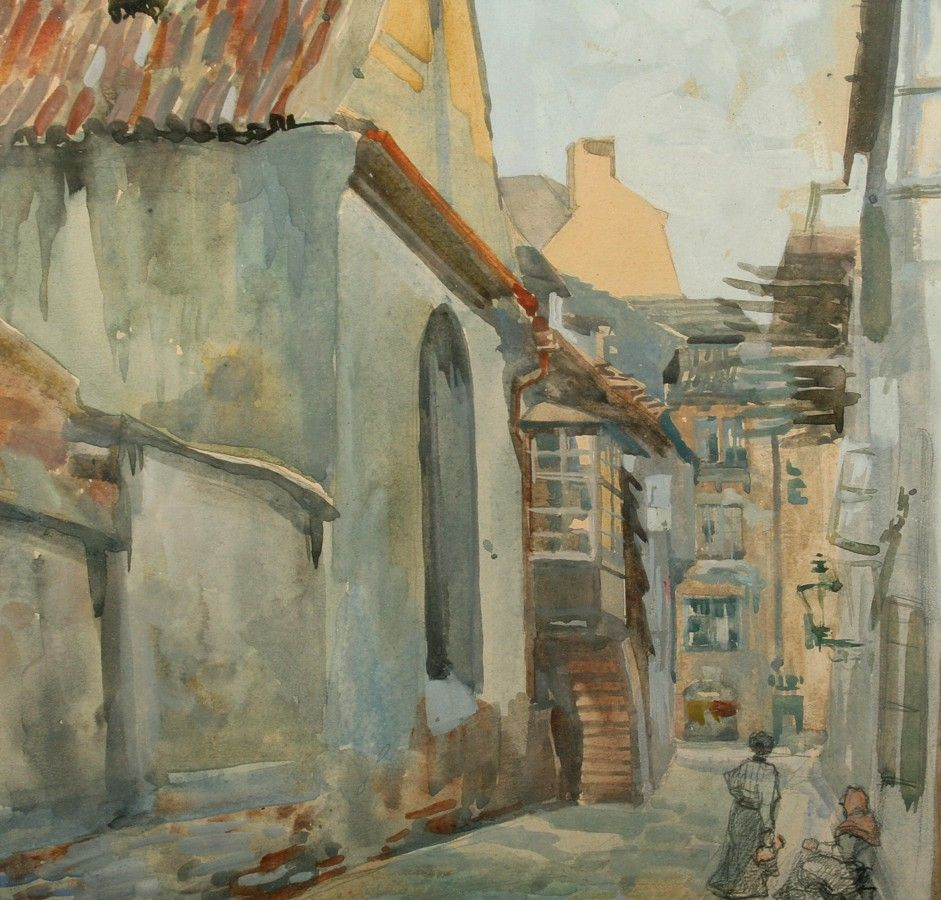
Rudolf Černý: Pinkasova ulice
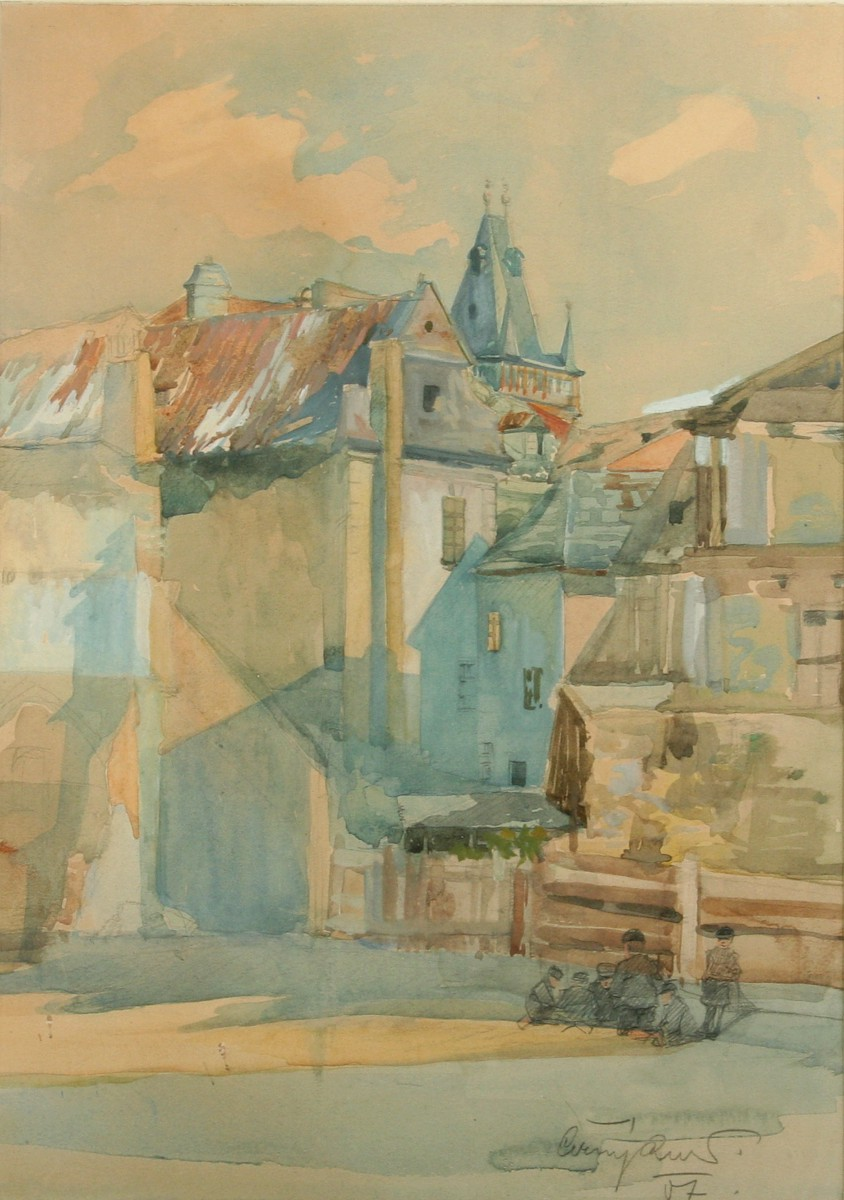
Rudolf Černý: Stará Praha
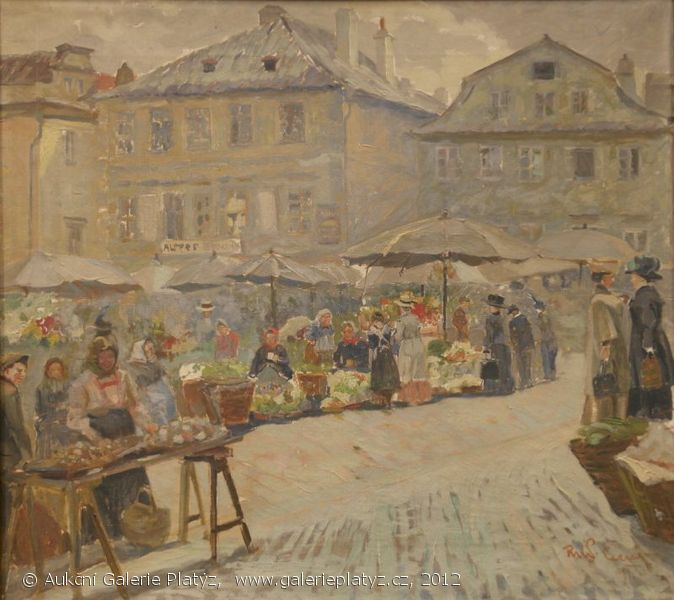
Rudolf Černý: Uhelný trh
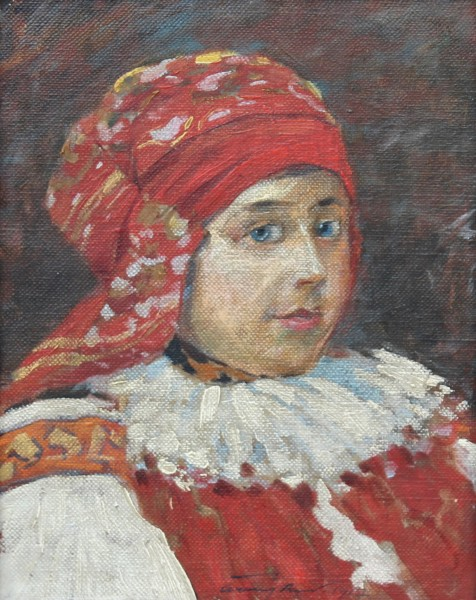
Rudolf Černý: Dívka v kroji
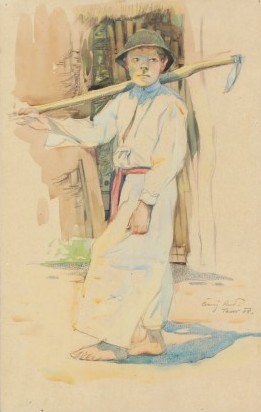
Rudolf Černý: Chlapec z Tasova